# Mensdorff-Pouilly

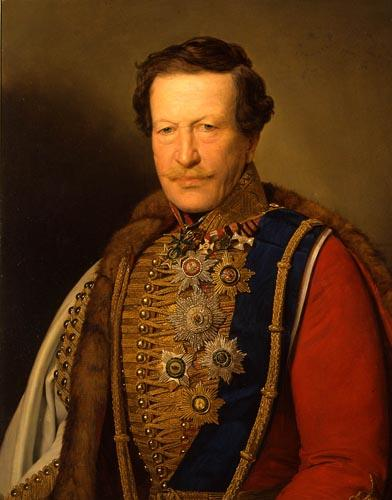
Emanuel hrabě Mensdorff-Pouilly (1777–1852), generál císařsko-královské armády, narozen ještě jako baron de Pouilly, od roku 1818 rakouský hrabě von Mensdorff-Pouilly, společný předek a zkladatel početné rodiny

Mensdorff-Pouilly [-puji] je šlechtický rod s kořeny v Lotrinsku.

## Historie
Dějiny rodu začínají rokem 1395, kdy byl rod povýšen do stavu baronů se jménem dnešního francouzského Pouilly-sur-Meuse. Až do 18. století hráli spíše méně významnou úlohu, o zvýšení významu se zasloužil hlavně Emanuel Mensdorff-Pouilly, který se dostal po emigraci rodu do rakouské armády, vzal si za ženu Sophii z německého sasko-koburského rodu, byl to také on, kdo přijal jméno Mensdorff (narodil se ještě jako Emmanuel de Pouilly). V roce 1818 byl rodu udělen v Rakousku titul hrabě. Od roku 1838 měl inkolát pro Čechy, Moravu a Slezsko, zakoupil se na Nečtinách. V roce 1864 po vymření rodu Ditrichštejnů zdědil Alexandr Mensdorff-Pouilly krom majetku i jméno a erb, čímž došlo k rozdělení na dvě větve. Alexandrova knížecí větev používala do roku 1887 název Dietrichstein-Nikolsburg, následně pak příslušníci této knížecí větve používali titul hrabat Dietrichstein-Mensdorff-Pouilly.
Alexandrův starší bratr Alfons Friedrich (1810–1894) založil hraběcí větev. Dospělosti se dožili dva jeho synové: Alfons Vladimír (1864–1935) a Emanuel (1866–1948). Emanuel Mensdorff-Pouilly společně se svými synovci Alfonsem (1891–1973) a Františkem (1897–1991), syny zemřelého bratra Alfonse, podepsali v září 1939 Národnostní prohlášení české šlechty.

## Panství
Mezi někdejší a současná panství rodu patří např.:
- palác Dietrichstein-Ulfeld na Minoritském náměstí ve Vídni
- hrad Boskovice (Česko)
- zámek Boskovice (Česko)
- hrad Preitenstein a zámek v Nečtinách (Česko, 1839[zdroj?]–1945)
- Mikulov (Česko)
- zřícenina hradu Spielberg v Langensteinu
- zámek v Chotělicích (Česko, 1900–1945)

## Erb

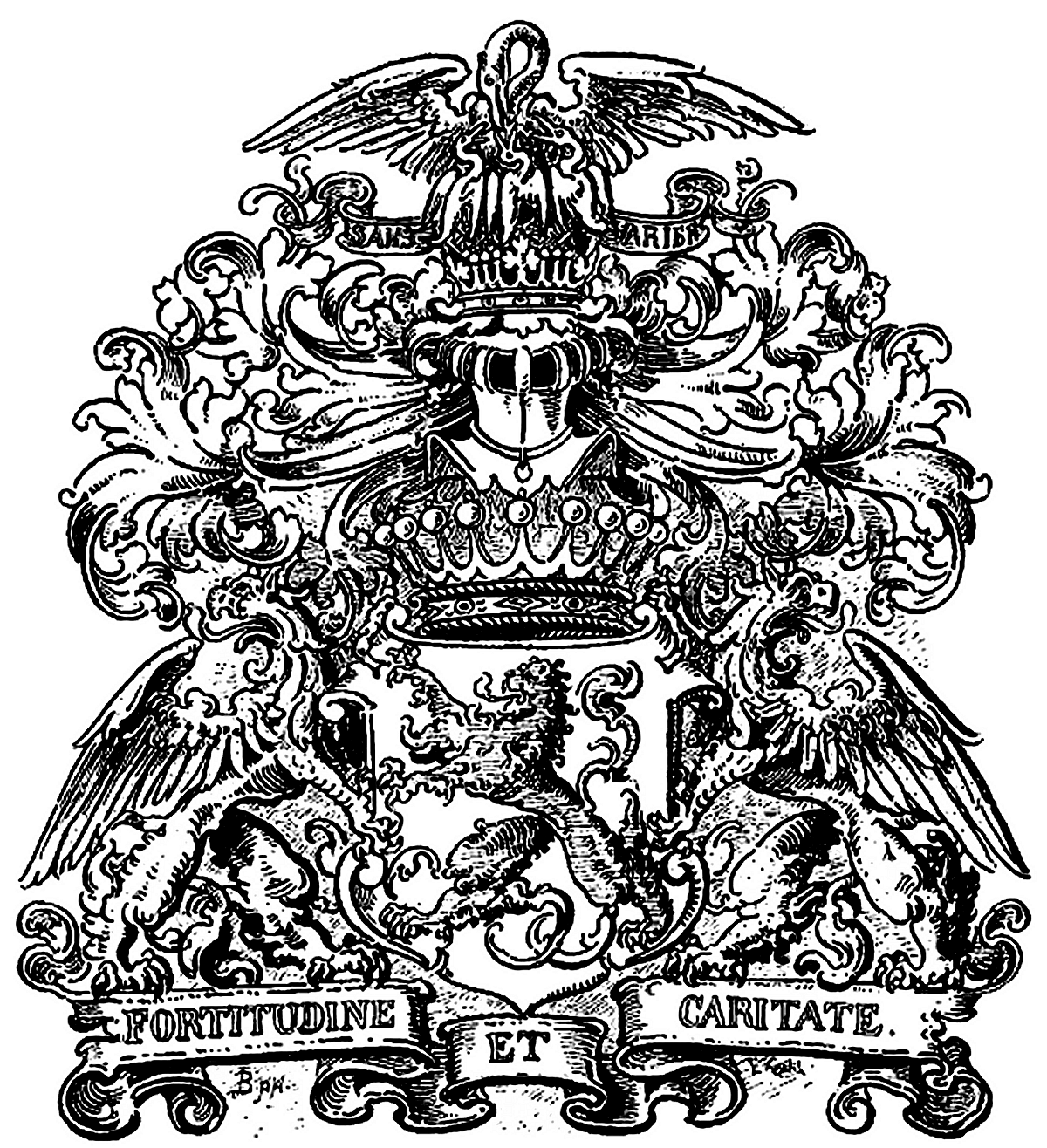
Podoba velkého erbu z publikace Ernsta Augusta Krahle podle erbovní listiny z roku 1844

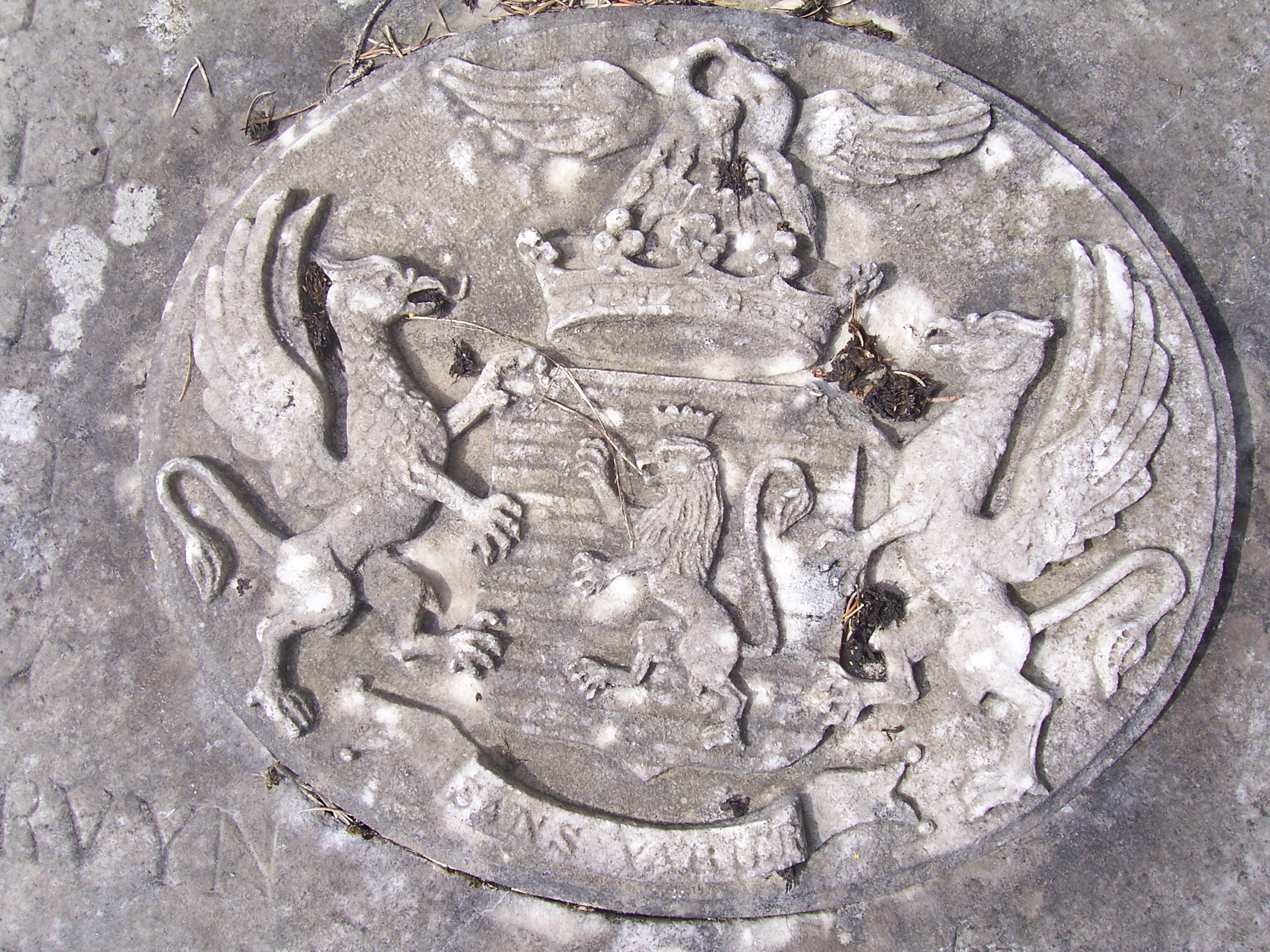
Podoba erbu rodiny de Pouilly užívaná ve Francii (na hrobce v Cornay)

Rodový erb je ve stříbrném poli modrý lev (ve skoku). Erbovní znamení bylo i pro Rakousko rozeznáno v roce 1818 (spolu s uznáním hraběcí šlechtické hodnosti). K druhému rozeznání došlo v roce 1844.
Podle pozdější úpravy mají Mensdorff-Pouilly za štítonoše dva zlaté odvrácené gryfy, na štítu je položena hraběcí koruna (koruna s devíti perlami). Nad ní helma s klenotem zobrazující pelikána krmícího mladé svoji krví.
Bojový pokřik rodu je “Sans varier” (Beze změny), ve velkém erbu na pásce za klenotem. Rodovým heslem je “Fortitudine et caritate” (Statečností a láskou), ve velkém erbu na pásce pod štítem v barvě modré, písmena zlatou.
Větev Mensdorff-Pouilly-Dietrichstein užívala čtvrcený štít, v prvním a čtvrtém poli znak Mensdorff-Pouilly, v druhém a třetím poli dietrichtensteinský znak (vinařské nože).

## Pohřebiště
- Hrobka rodu Mensdorff-Pouilly – novorománská pohřební kaple sv. Terezie z roku 1858 v Nečtinách.
- Hřbitov v Boskovicích

## Významní členové rodu
- Emanuel Mensdorff-Pouilly (1777 Pouilly – 1852 Vídeň), viceguvernér Spolkové pevnosti Mohuč 1834
- Žofie Sasko-Kobursko-Saalfeldská (1778 Koburk – 1835 Tušimice), manželka Emanuela, teta královny Viktorie a sestra prvního belgického krále Leopolda I.
- Alfons Friedrich Mensdorff-Pouilly (1810–1894), český šlechtic, politik a velkostatkář
- Alexandr Mensdorff-Pouilly (1813 Koburk – 1871 Praha), rakouský ministr zahraničí, první kníže z Ditrichštejna
- Hugo Alfons Dietrichstein-Mensdorff-Pouilly (1858–1920), generál, majitel Mikulova
- Albert Mensdorff-Pouilly-Dietrichstein (1861 Lvov – 1945 Vídeň), syn Alexandra, rakousko-uherský diplomat
- Alfons Vladimír Mensdorff-Pouilly (1864–1935), starosta Boskovic, poslanec Českého zemského sněmu a Říšské rady
- Emanuel Mensdorff-Pouilly (1866–1948), signatář Národnostního prohlášení české šlechty ze září 1939
- Alfons Karel Mensdorff-Pouilly (1891–1973), signatář Národnostního prohlášení české šlechty ze září 1939, poslední majitel zámku Boskovice před jeho znárodněním v roce 1952
- František Josef Mensdorff-Pouilly (1897–1991), signatář Národnostního prohlášení české šlechty ze září 1939
- Arthur Mensdorff-Pouilly (1900 Chotělice – 1965 Praha), jediný mužský potomek chotělické mensdorffské rodové větve žijící po roce 1950 v Čechách
- Hugo Mensdorff-Pouilly (1929–2023), potomek boskovické rodové větve
- Jan Mensdorff-Pouilly (1933–2020), jeden z restituentů Boskovic
- Alfons Mensdorff-Pouilly (1948), český animátor
- Alfons Mensdorff-Pouilly (* 1953 Vídeň), velkostatkář, lesní hospodář, obchodník se zbraněmi a lobbista